# Brian Horton
Brian Horton (ur. 4 lutego 1949 w Hednesford) – angielski piłkarz występujący na pozycji pomocnika oraz trener.
Jako zawodnik Brighton & Hove Albion i Luton Town rozegrał łącznie 157 spotkań i zdobył 12 bramek w Division One. W tych rozgrywkach zadebiutował w barwach Brighton 18 sierpnia 1979 w przegranym 0:4 meczu z Arsenalem, a swojego pierwszego gola w Division One strzelił 1 września 1979 w wygranym 3:1 spotkaniu przeciwko Boltonowi.
W swojej karierze trenerskiej na poziomie Premier League prowadził zespół Manchesteru City. W tych rozgrywkach poprowadził drużynę w 79 meczach, z których 21 zakończyło się zwycięstwem, 29 remisem, a 29 porażką.